# Waseberg
Koordinaten: 53° 34′ N, 9° 48′ O

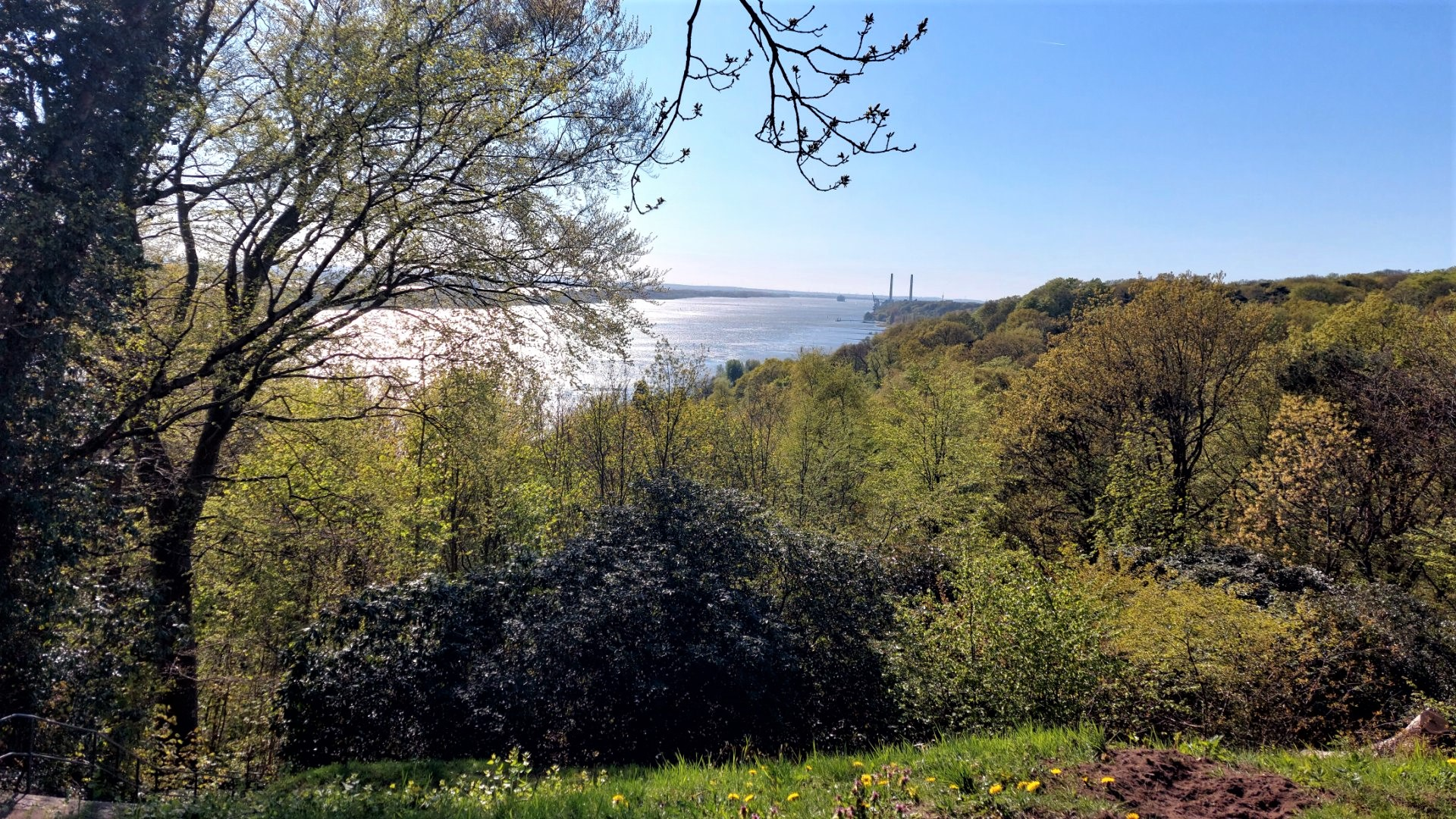
Ausblick vom Waseberg auf die Elbe

Der Waseberg ist mit 87 m ü. NHN Höhe die dritthöchste Erhebung der Hansestadt, und Teil eines Höhenzuges am Nordufer der Elbe. Er liegt in der Parkanlage Bismarckstein, im Hamburger Stadtteil Blankenese. Der Aussichtsturm auf dem Gipfel wurde von Julius Richter 1863 errichtet und war bis in die 1970er-Jahre öffentlich begehbar. Auf Richter gehen auch die ersten Planungen für den Bismarckstein zurück, der sich im Park befindet, aber erst später als Marinedenkmal verwirklicht wurde.
Bekanntheit erlangte er vor allem durch den steilen Anstieg der am Berg entlang führenden gleichnamigen Straße als besondere Herausforderung bei Radrennen. Die Straße wird auch von einer Buslinie befahren, deren kleine Busse in Blankenese den Spitznamen Bergziegen tragen.
Der Waseberg ist eine natürliche Erhebung, welche durch Sandablagerungen während der Eiszeit entstanden ist.

## Sport
Der Anstieg auf den Waseberg, vom Elbufer hinauf in den Ortskern von Blankenese, ist mit seinen 70 Höhenmetern und durchschnittlich über 10 % Steigung einer der steilsten in Hamburg. Seine Länge beträgt rund 700 Meter. Die ersten 400 Meter verlaufen über den Falkentaler Weg mit einer Steigung von 5 %. Der eigentliche Waseberg beginnt dann nach einer scharfen Rechtskurve. Diese letzten 300 Meter weisen eine Steigung von 16 % auf.
Der Waseberg wird daher seit 1997 jährlich von der Radsport-Weltelite im Zuge der Cyclassics Hamburg, einem deutschen World-Tour-Rennen, mehrfach überfahren.

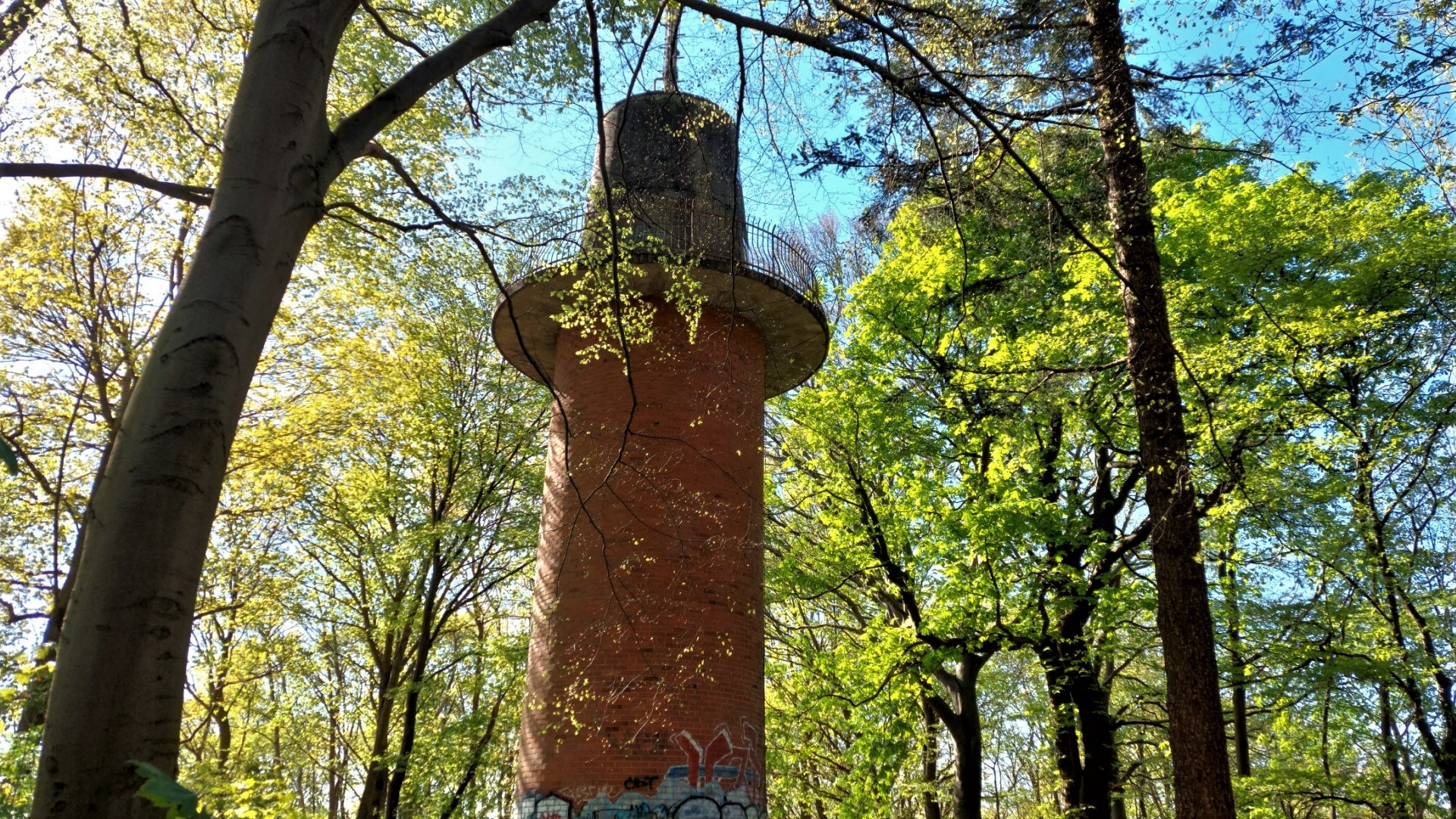
Aussichtsturm auf dem Waseberg
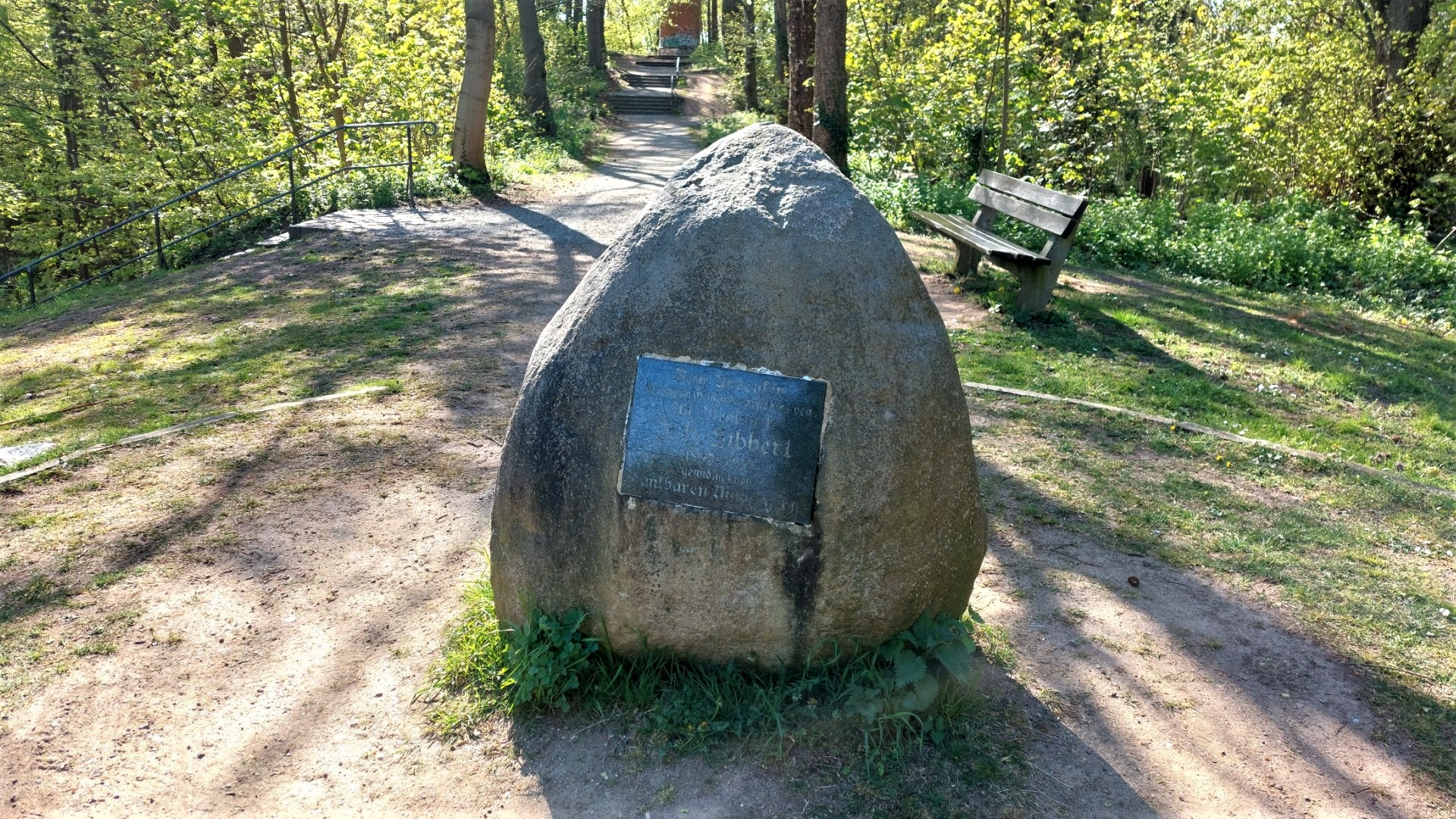
Denkmal für Johannes Heinrich Sibbert auf dem Waseberg
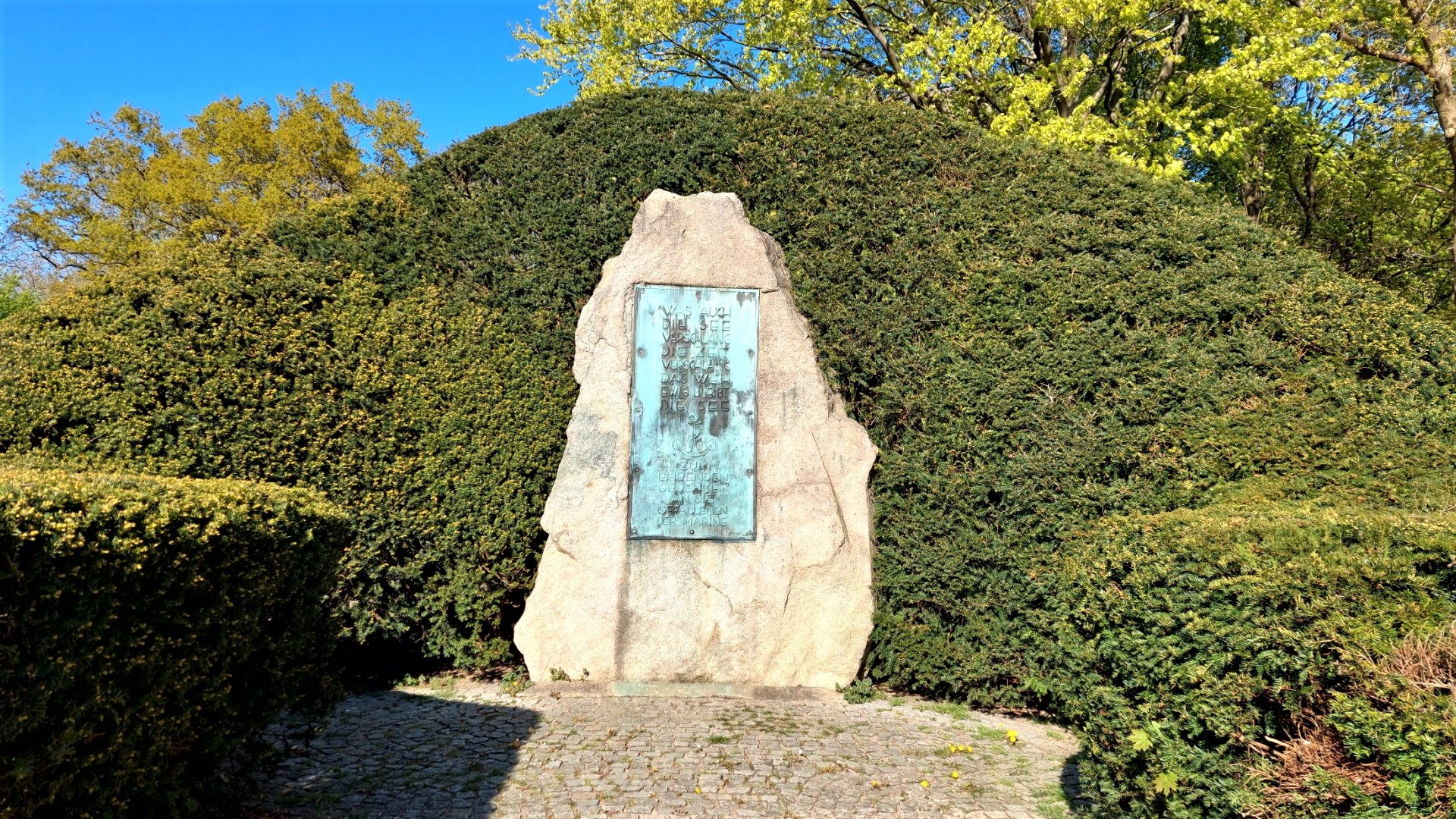
Denkmal zum Gedenken an die Gefallenen der Marine auf dem Waseberg
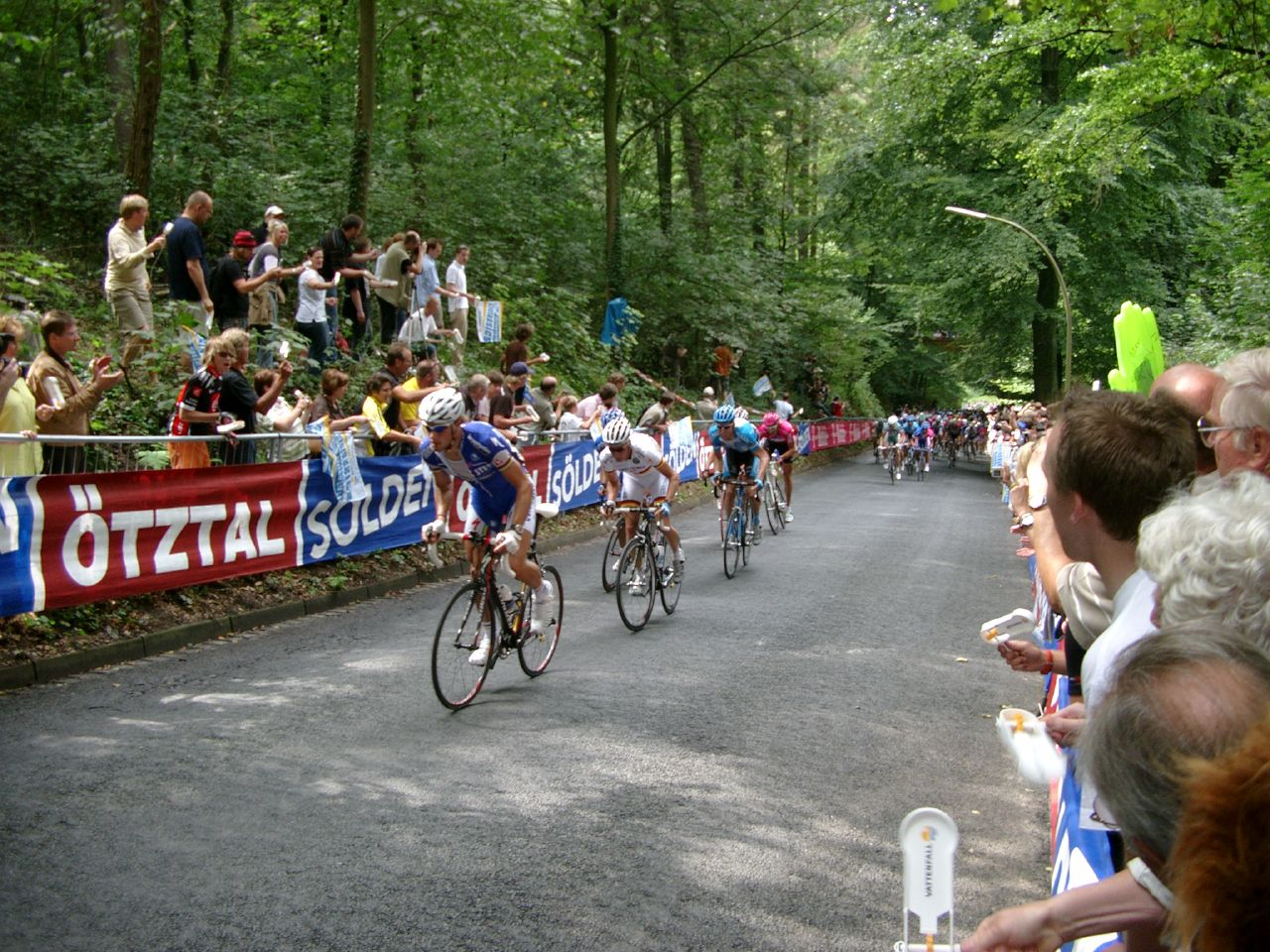
Anfahrt auf den Waseberg während der Vattenfall Cyclassics 2007